# Barcela (Pontevedra)
Barcela (llamada oficialmente San Xoán de Barcela) es una parroquia del municipio español de Arbo, en la provincia de Pontevedra, Galicia.

## Toponimia
La parroquia también es conocida por los nombres de San Juan de Barcela y San Juan P. de Barcela.

## Historia
Hacia mediados del siglo XIX, el lugar, por entonces referido como una feligresía, tenía contabilizada una población de 536 habitantes. Aparece descrito en el tercer volumen del Diccionario geográfico-estadístico-histórico de España y sus posesiones de Ultramar de Pascual Madoz con las siguientes palabras:

BARCELA (San Juan de): felig. en la prov. de Pontevedra (8 leg.), dióc. de Tuy (4 1/2), part. jud. de Cañiza (2), ayunt. de Arbo (1/4); sit. en llano á la libre influencia de los vientos, disfruta de clima templado y sano, sin conocerse otras enfermedades que algunas fiebres y pleuresias: comprende los barrios de Baliñas, Couto, Cruceiro, Fondevila, Pazos, Poste, Vilanova y Urzal; tiene 160 casas, 1 escuela de instruccion primaria á la que asisten 30 discípulos, cuyos padres dan al maestro una retribucion convencional; 1 igl. parr. (San Juan) servida por un cura de primer ascenso de patronato y presentacion laical, y una ermita dedicada á San Mauro. Confina el térm. por N. con Cabeiras, E. Arbo, S. el r. Miño, y O. Sela, y dentro de este radio se encuentra un cas. nombrado San Amaro. El terreno es de buena calidad y fértil; el mencionado r. Miño le baña dando impulso sus aguas á las ruedas de varios molinos harineros y un artefacto, é igual beneficio le presta un arroyuelo que se forma en las alturas de Arbo; corre por él diviendo esta felig. de la de Barcela, y se cruza por un puentecillo denominado el Puente Cabaleiros: los pastos y aprovechamientos de sus montes son comunes y se hallan poblados de arbolado; los caminos conducen á Tuy y otros puntos y estan de buen tránstio; el correo lo recogen los interesados de la Cañiza y de Punteareas; prod.; trigo, cebada, maiz, lino, aceite, vino, frutas de supierior calidad y otros art., pero las principales cosechas son de vino y maiz; cria ganado lanar y con preferencia el vacuno; caza de perdices y pesca de lampreas, sábalos y salmones; ind.: la de los referidos molinos y artefacto: comercio: la estraccion de vinos: pobl.; 134 vec., 536 alm.; contr. con su ayunt. (V.).
(Madoz, 1846, p. 404)

## Organización territorial
La parroquia está formada por catorce entidades de población, constando trece de ellas en el nomenclátor del Instituto Nacional de Estadística español:

### Entidades de población
Entidades de población que forman parte de la parroquia:
- Aldea (A Aldea)
- Chan (A Chan)
- Cividad (A Cividá) (Cividade)
- Coruja (Coruxa)
- Couto (O Couto)
- Cruceiro (O Cruceiro)
- Pazos (Os Pazos)
- Ponte (A Ponte)
- Poste (O Poste)
- Torre (A Torre)
- Urzal (O Urzal)
- Valiñas (As Valiñas)
- Vilanova

### Despoblado
Despoblado que forma parte de la parroquia:
- Fondevilla (Fondevila)

## Demografía
| Gráfica de evolución demográfica de Barcela entre 2000 y 2023 |
|                                                               |
| Datos según el nomenclátor publicado por el INE.              |